# Асіяб-Шам
Асіяб-Шам (перс. آسياب شم) — село в Ірані, у дегестані Хараджґіль, у бахші Асалем, шагрестані Талеш остану Ґілян. За даними перепису 2006 року, його населення становило 169 осіб, що проживали у складі 37 сімей.

## Клімат
Середня річна температура становить 13,32 °C, середня максимальна – 27,59 °C, а середня мінімальна – -0,94 °C. Середня річна кількість опадів – 654 мм.
| Клімат поселення                              | Клімат поселення | Клімат поселення | Клімат поселення | Клімат поселення | Клімат поселення | Клімат поселення | Клімат поселення | Клімат поселення | Клімат поселення | Клімат поселення | Клімат поселення | Клімат поселення | Клімат поселення |
| Показник                                      | Січ.             | Лют.             | Бер.             | Квіт.            | Трав.            | Черв.            | Лип.             | Серп.            | Вер.             | Жовт.            | Лист.            | Груд.            |                  |
| Середній максимум, °C                         | 11,12            | 10,18            | 11,63            | 15,44            | 20,62            | 25,80            | 27,59            | 27,36            | 22,56            | 19,57            | 14,75            | 11,26            |                  |
| Середня температура, °C                       | 5,56             | 4,62             | 6,07             | 9,89             | 15,07            | 20,23            | 23,48            | 23,26            | 18,47            | 15,47            | 10,64            | 7,15             |                  |
| Середній мінімум, °C                          | −0,01            | −0,94            | 0,52             | 4,32             | 9,52             | 14,67            | 19,38            | 19,14            | 14,35            | 11,36            | 6,52             | 3,04             |                  |
| Норма опадів, мм                              | 57               | 51               | 63               | 59               | 43               | 25               | 11               | 27               | 64               | 98               | 72               | 84               |                  |
| Середньомісячна швидкість вітру, м/с          | 2.21             | 2.40             | 2.40             | 2.42             | 2.21             | 2.26             | 2.59             | 2.36             | 1.98             | 2.00             | 1.98             | 1.95             |                  |
| Середньомісячна сонячна радіація, кДж/м²·день | 6948             | 9253             | 11387            | 15804            | 19793            | 22445            | 23582            | 19964            | 16255            | 11102            | 8508             | 6608             |                  |
| --------------------------------------------- | ---------------- | ---------------- | ---------------- | ---------------- | ---------------- | ---------------- | ---------------- | ---------------- | ---------------- | ---------------- | ---------------- | ---------------- | ---------------- |
| Джерело:                                      |                  |                  |                  |                  |                  |                  |                  |                  |                  |                  |                  |                  |                  |